# Pyrros Dīmas
Pyrros Dīmas (in greco Πύρρος Δήμας?, in albanese Pirro Dhima; Himara, 13 ottobre 1971) è un ex sollevatore, politico, dirigente sportivo e allenatore di sollevamento pesi greco, di origine greco-albanese.
Ha rappresentato la Grecia a quattro edizioni consecutive dei Giochi olimpici estivi, vincendo la medaglia d'oro a Barcellona 1992, Atlanta 1996 e Sydney 2000 e quella di bronzo a Atene 2004. All'edizione statunitense e a quella greca è stato alfiere della propria nazionale alla cerimonia d'apertura. È stato campione iridato ai mondiali di Melbourne 1993, Canton 1995 e Lahti 1995 e continentale agli europei di Varsavia 1995. Ai Giochi del Mediterraneo di Linguadoca-Rossiglione 1993 ha vinto la medagli d'oro.
È divenuto vicepresidente della Federazione di sollevamento pesi ellenica nel giugno 2008, assumendone poi la presidenza nell'ottobre dello stesso anno. 
Dal 2012 al 2015 è divenuto membro del Parlamento ellenico per il Movimento Socialista Panellenico (PASOK). Ha sostenuto l'indipendenza della regione albanese dell'Epiro settentrionale. Il 17 febbraio 2014 ha partecipato alla cerimonia di commemorazione del centenario della dichiarazione di autonomia della Repubblica Autonoma dell'Epiro del Nord.
Dal giugno 2017 è direttore tecnico dell'USA Weightlifting, per la federazione statunitense del sollevamento pesi.

## Biografia
Nato a Himara, nel sud dell'Albania, da genitori albanesi di etnia greca, emigrò in Grecia nel 1991, in seguito alla fine della dittatura comunista in Albania. La sua prima competizione sotto la bandiera greca è stata l'Olimpiade di Barcellona nel 1992, dove vinse la medaglia d'oro nella categoria Pesi massimi-leggeri (75-82,5 kg). Durante il sollevamento di 207.5 kg nella specialità dello slancio ha gridato Yia tin Ellada ("per la Grecia") dedicato al suo Paese e all'etnia dei genitori. Dopo la sua vittoria, Dīmas insieme alla campionessa olimpica Voula Patoulidou fu ricevuto nello stadio Panathinaiko da più di 100 000 persone.
Dimas ha vinto la medaglia d'oro ai campionati mondiali del 1993 e 1995. Nel 1996 è stato il portabandiera della Grecia ai Giochi della XXVI Olimpiade ed ha vinto la seconda medaglia d'oro dopo aver battuto due record mondiali.
Alle Olimpiadi di Sidney 2000 ha vinto un'altra medaglia d'oro diventando il terzo atleta ad averlo fatto consecutivamente dopo il turco Naim Süleymanoğlu e il greco di nascita georgiana Kakhi Kakhiashvili (nel 2004 questo risultato è stato raggiunto anche dal turco Halil Mutlu).
Nel 2004 Dīmas, di nuovo portabandiera per la Grecia e primo ad apparire durante la parata delle nazioni, è arrivato ai Giochi olimpici con dei problemi fisici derivanti da un'operazione al ginocchio ma vinse lo stesso la medaglia di bronzo, subito dopo ha lasciato le sue scarpe sulla pedana di competizione annunciando il suo ritiro. Nel 2008 è diventato presidente della federazione greca di sollevamento pesi.
Pyrros Dīmas è sposato con la giornalista sportiva Anastasia Sdougkou e ha quattro figli: Eleni, Victor, Maria e Nikolas.

## Palmarès
- Giochi olimpici

Barcellona 1992: oro negli -82,5 kg;
Atlanta 1996: oro negli -83 kg;
Sydney 2000: oro negli -85 kg;
Atene 2004: bronzo negli -85 kg;
- Campionati mondiali di sollevamento pesi

Melbourne 1993: oro negli -83 kg;
Canton 1995: oro negli -83 kg;
Lahti 1998: oro negli -85 kg;
Atene 1999: argento negli -85 kg;
- Campionati europei di sollevamento pesi

Szekszárd 1992: bronzo negli -82,5 kg;
Sofia 1993: bronzo negli -83 kg;
Varsavia 1995: oro negli -83 kg;
Riesa 1998: argento negli -85 kg;
- Giochi del Mediterraneo

Linguadoca-Rossiglione 1993